# Opalia infrequens
Opalia infrequens är en snäckart som först beskrevs av C. B. Adams 1852.  Opalia infrequens ingår i släktet Opalia och familjen vindeltrappsnäckor. Inga underarter finns listade i Catalogue of Life.